# Baía das Gatas

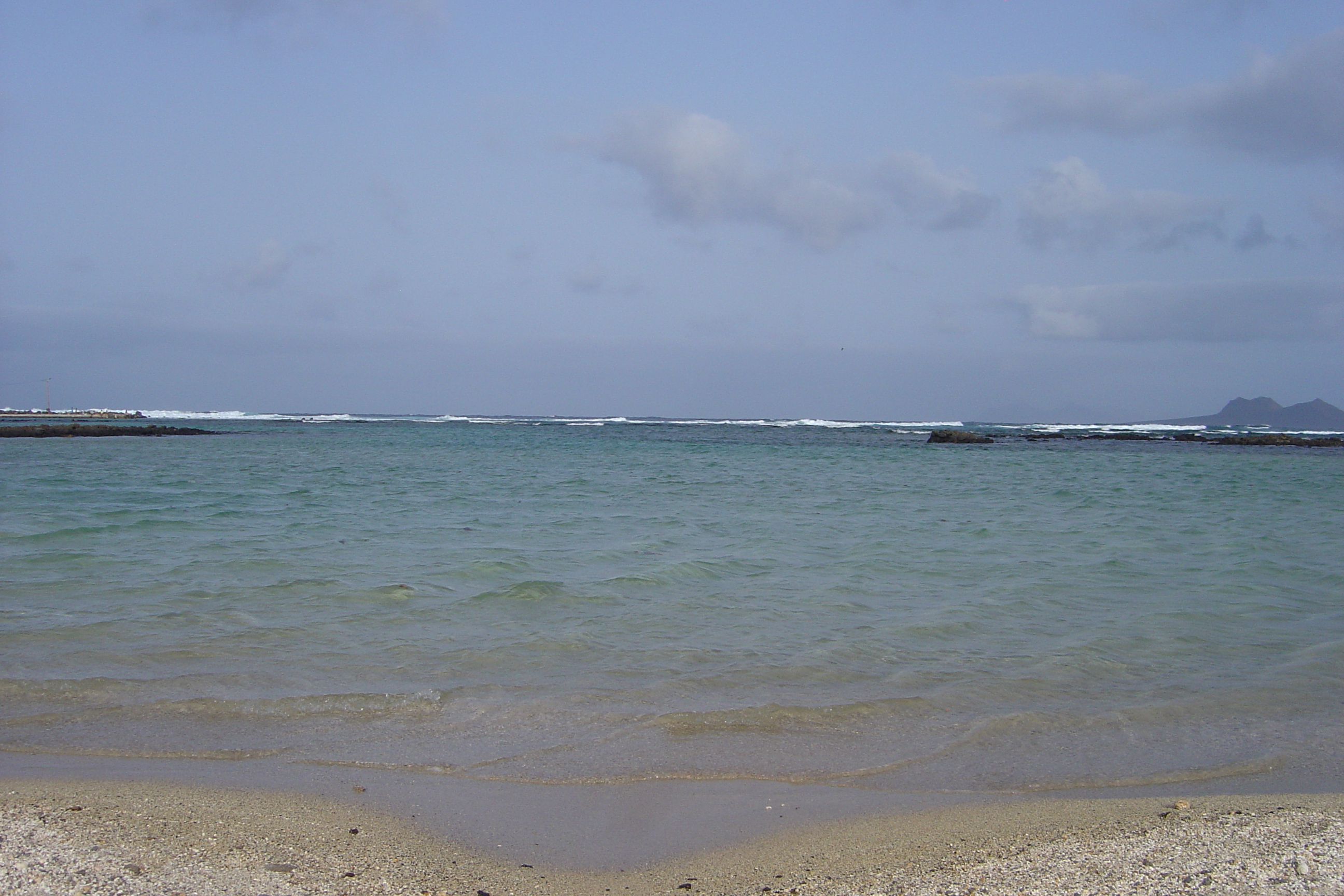
Baía das Gatas, São Vicente, Cabo Verde

Baía das Gatas é uma baía natural, uma pequena localidade e um festival de música internacionalmente famoso, na ilha de São Vicente, Cabo Verde. Fica a menos de 10 km a leste da cidade do Mindelo, capital da ilha. O nome desta baía deriva da abundância nas suas águas de uma espécie de tubarão denominado de tubarão-gata.
A Baía das Gatas é uma enorme piscina natural, já que a saída para o mar está fechada por rochas que fazem uma barreira. A leste da Baía das Gatas fica a Praia Grande, ou Praia do Norte, com o seu areal a perder de vista. Uma pequena comunidade de pesca artesanal localiza-se na parte leste da povoação.
Desde 1984, o Festival de Música da Baía das Gatas realiza-se anualmente no primeiro fim-de-semana de lua cheia do mês de Agosto. Começou por ser um encontro de amigos que se reuniam na praia da Baía das Gatas para compor e tocar música. Cresceu de ano para ano, até se tornar num evento musical de referência internacional. Todos os anos chegam músicos de todo o mundo para esta grande festa de música onde obviamente predominam os ritmos africanos. Para além da actuação de artistas e bandas nacionais e estrangeiras, há também desportos náuticos e uma variada programação cultural.
A Baía das Gatas dispõe já de electricidade e serviço telefónico, mas ainda depende de autotanques para o transporte água potável da cidade do Mindelo.
Alguns pequenos restaurantes e residenciais dão apoio aos turistas e visitantes ocasionais. Não há serviço permanente de transportes públicos, mas nos fins-de-semana existe normalmente ligação com o Mindelo, seja em autocarros ou em carrinhas.

## Fotos e história
- «Festival da Baia das Gatas». em francês.
- Soncent - Li Ke Terra - Fotos da ilha e do povo de São Vicente

## Comunidades e montanhas próximas
- Salamansa, noroeste
- Monte Verde, sudoeste
- Madeiral, sul

| Ilha de São Vicente |
| --- |
| Vilas e aldeias Baía das Gatas \| Calhau \| Lazareto \| Madeiral \| Mato Inglês \| Mindelo \| Ribeira de Julião \| Ribeira de Vinha \| Salamansa \| São Pedro \| Seixal |
| Montanhas Caixa \| Fateixa \| Monte Cara \| Monte Verde |
| Ribeiras Ribeira de Julião |
| Outros Flamengos \| Fontainhas \| João Evora \| Palha Carga \| Pé de Verde \| Praia Grande \| Saragaça \| Viana                                                         |
| Cabo Verde \| Sotavento \| São Vicente |